# Natalie Eggermont
Natalie Eggermont, née le 30 septembre 1988 à Louvain, est une femme médecin urgentiste et personnalité politique belge, membre du Parti du travail de Belgique (PTB).

## Biographie

### Formation
Natalie Eggermont étudie la médecine à l'Université de Gand et suit une formation de médecin urgentiste à l'Hôpital universitaire de Bruxelles. Durant ses années universitaires, elle s'engage également pour combattre la crise climatique. 

### Carrière médicale
Natalie Eggermont exerce ensuite au Delta General Hospital.

### Carrière politique
Aux élections législatives fédérales de 2024, Natalie Eggermont est élue à la Chambre des Représentants,.